# Villa Lauri
Villa Lauri – neoklasycystyczna willa z pierwszej połowy XX wieku, położona w miejscowości Birkirkara na Malcie. Zbudowana jako prywatna rezydencja rodzinna. Aktualnie część posesji ma właściciela prywatnego, kiedy większość należy do Kościoła katolickiego. Część ta pierwotnie służyła jako schronisko dla bezdomnych.
Na początku lat 1980. bracia przekształcili swoje pomieszczenia na dom dla miejscowej młodzieży mającej problemy z przystosowaniem społecznym. Później, od roku 2001 do 2006, służył on jako mieszkanie dla dzieci pozbawionych opieki. Na początku roku 2001, w budynku urządzono kaplicę, znaną jako Blessed Nazju Falzon Chapel.
Dom został, po szeroko zakrojonych pracach strukturalnych, oddany powtórnie do użytkowania przez premiera Lawrence Gonziego. Wnętrze budynku zostało zmodyfikowane, jednak zachowano oryginalną fasadę. Odnowiono go znów w roku 2006, aby móc umieścić w nim rodziny imigrantów. W roku 2010 dom został zamknięty. Kaplicę zamknięto na początku 2017 roku. W tej chwili poddawana jest renowacji.

## Historia
Villa Lauri została ukończona w roku 1945 (A.D. MCMXLV) jako budynek mieszkalny, stojący przy 55, [Don Gaetano] Mannarino Road w Birkirkara. Część posesji stała się własnością Kościoła, i była zarządzana przez Zakon Franciszkanów (OFM).
Willa ma okazałą fasadę, i była jedną z pierwszych obiektów zbudowanych na tej ulicy. Inne budynki zostały zbudowane w okresie wzrostu liczebnego społeczności lokalnej, w czasach, kiedy Malta była wciąż kolonią brytyjską.
Najstarszą wciąż istniejącą budowlą na tym terenie jest, stojąca za rogiem, przy Filippo Borgia Street, wieża Tal-Wejter, zbudowana w okresie Zakonu św. Jana. Dowodem na wczesne wzrastanie populacji na tym terenie podczas okresu brytyjskiego, są niektóre pobliskie budynki i obiekty, takie jak Birkirkara Station (dziś Birkirkara Station Garden), oraz kilka budynków kinowych, w tym Roxy Cinema.

### Ośrodek

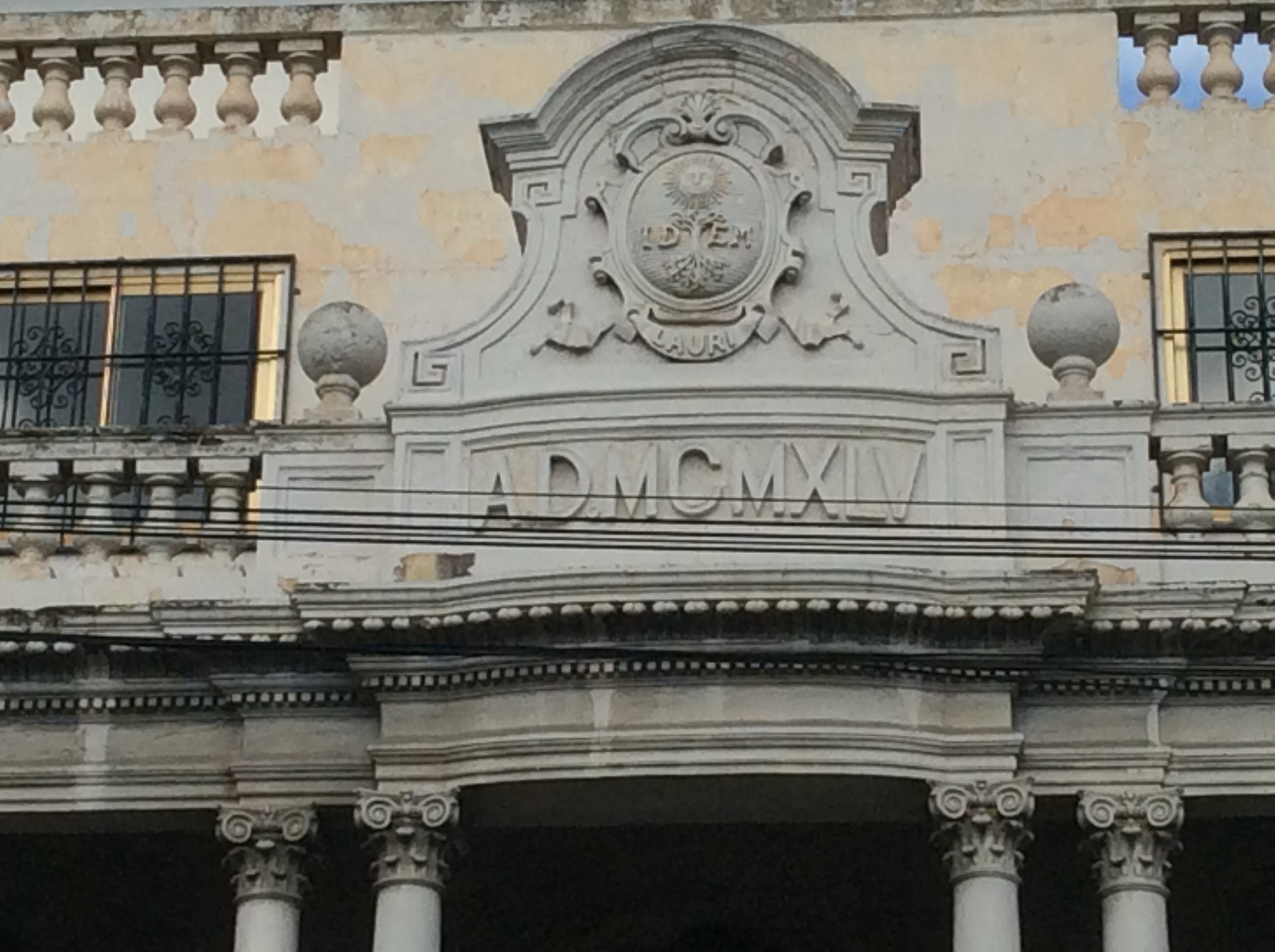
Oryginalna nazwa oraz data budowy widoczne są na fasadzie

Po sprzedaży willi przez pierwszych właścicieli, większa część posiadłości przeszła w posiadanie Kościoła; część ta nazwana została przez franciszkańskich zakonników Dar Frate Francesco.

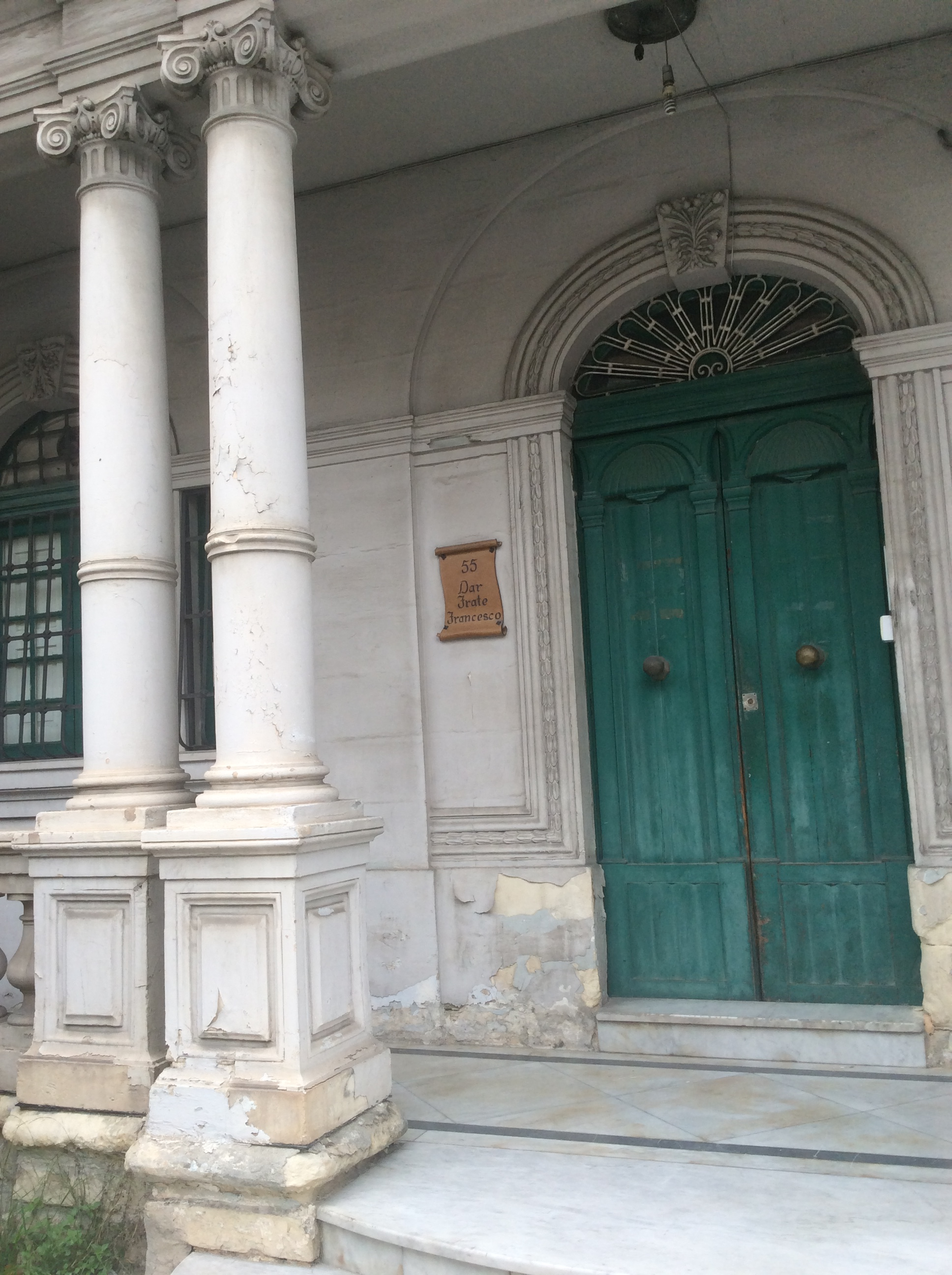
Wejście do Dar Frate Francesco (2016)

W latach 1980. mieszkalna część budynku została zmodyfikowana, aby przyjąć młodzież z problemami przystosowawczymi, która mogłaby doświadczyć problemów społecznych różnego rodzaju. Od tego czasu główna część budynku służyła jako ośrodek, generalnie, dla młodzieży, z wyjątkiem krótkotrwałego okresu, kiedy ulokowano tam rodziny migrantów z Afryki. Dom otwarł swoje podwoje dla młodzieży w roku 1981, z inicjatywy fundatora o. Adrijana Cachii (OFM). Podczas jego działalności, ponad 600 młodych (w wieku pomiędzy 10 a 13 lat) rezydentów otrzymało czasowe miejsce zamieszkania w willi, ich przekonania religijne nie miały w tym przypadku znaczenia. Miejsce to było obsługiwane przez dwóch księży katolickich oraz kilkoro świeckich pracowników. Cachia był pierwszym dyrektorem ośrodka, został później zastąpiony przez o. P. Eddiego Pace (OFM), ostatnim zaś był o. John Abela. Podopieczny otrzymywał pokój sypialny (pojedynczy lub dzielony z kimś) oraz miał dostęp do większości domu. Ośrodek zapewniał potrzeby mieszkańców, był lepszą alternatywą wobec braku środowiska rodzinnego; dodatkowo pracownik socjalny był formą wsparcia społecznego. Działania te ukierunkowane były na przygotowanie podopiecznego do samodzielnego życia. W roku 1984 ośrodek otrzymał większą pomoc finansową od rządu. 9 stycznia 1998 roku przełożony generalny OFM Giacomo Bini goszczony by przez ks. Pace w ośrodku na śniadaniu.

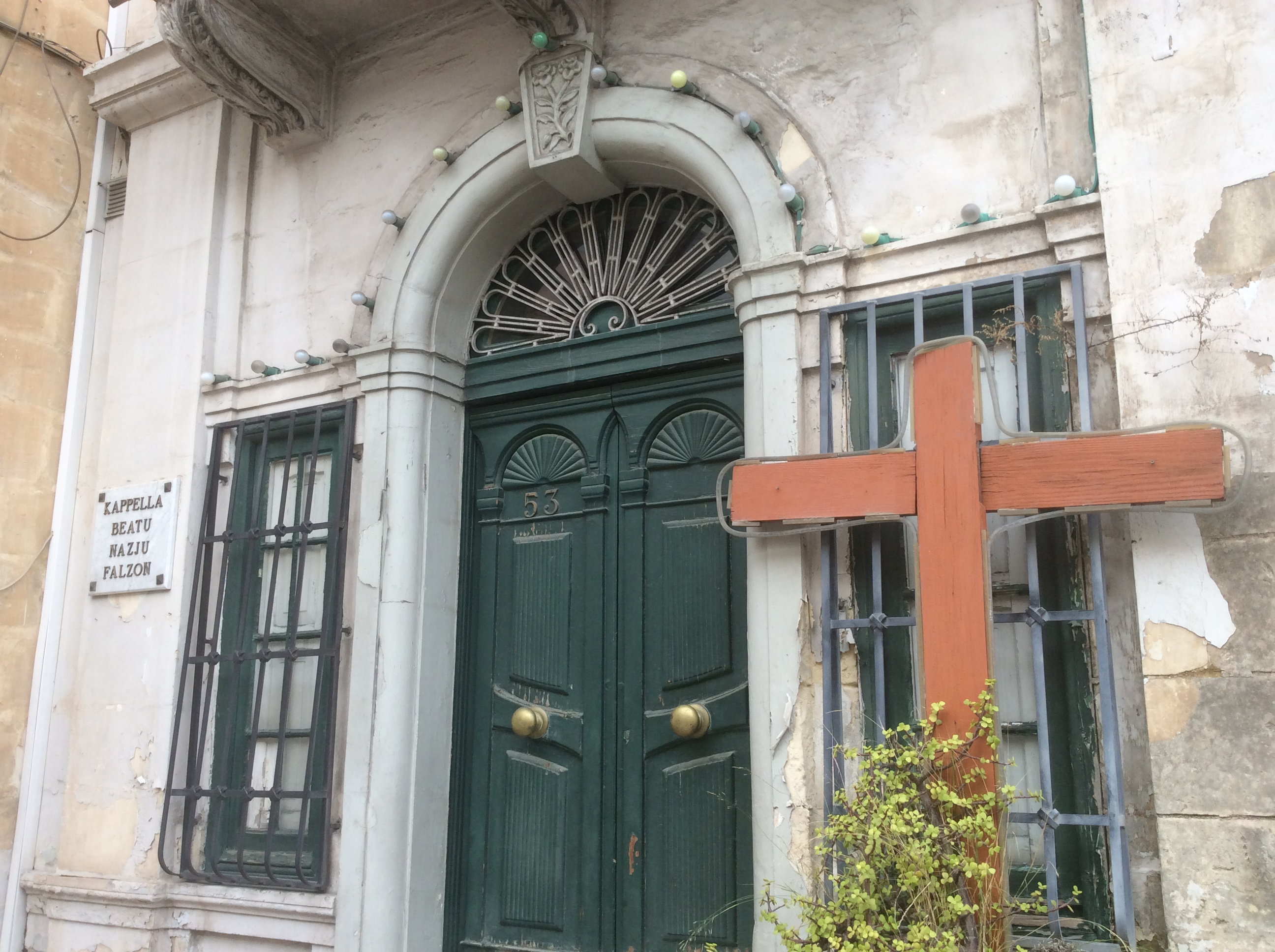
Beatu Nazju Falzon Chapel (lewa strona willi)

O willi zaczęło być głośno w kraju od lat 1980., a później w roku 2001, kiedy braki w finansach zagroziły zamknięciem ośrodka. 14 marca tego roku Bracia podpisali umowę z Ministerstwem Opieki Społecznej, mieszczącym się w Palazzo Ferreria, na korzystanie z pomocy socjalnej finansowanej przez rząd Malty i innych źródeł. Porozumienie zostało osiągnięte pod warunkiem, że ośrodek współpracuje z Aġenzija Appoġġ. Wkrótce po tym dom został odnowiony i wyposażony w nowoczesny sprzęt na ogólną kwotę Lm 50 000, z czego Lm 31 148 zostało pokryte przez Appoġġ z pieniędzy płaconych przez rząd. Ośrodek wciąż był kierowany przez Braci, którzy mieli do pomocy managera programowego Annę Marię Laurenti, która skończyła studia w Londynie. Część domu została przeznaczona na posługę religijną, otwarto w niej wtedy Blessed Nazju Falzon Chapel. Falzon jest maltańskim błogosławionym i ta kaplica jest pierwszym i jedynym miejscem jego kultu. Kaplica ma osobne wejście, jej działalność została zainaugurowana 30 maja 2001 roku przez ministra prowincjalnego o. Bernarda Bartolo.

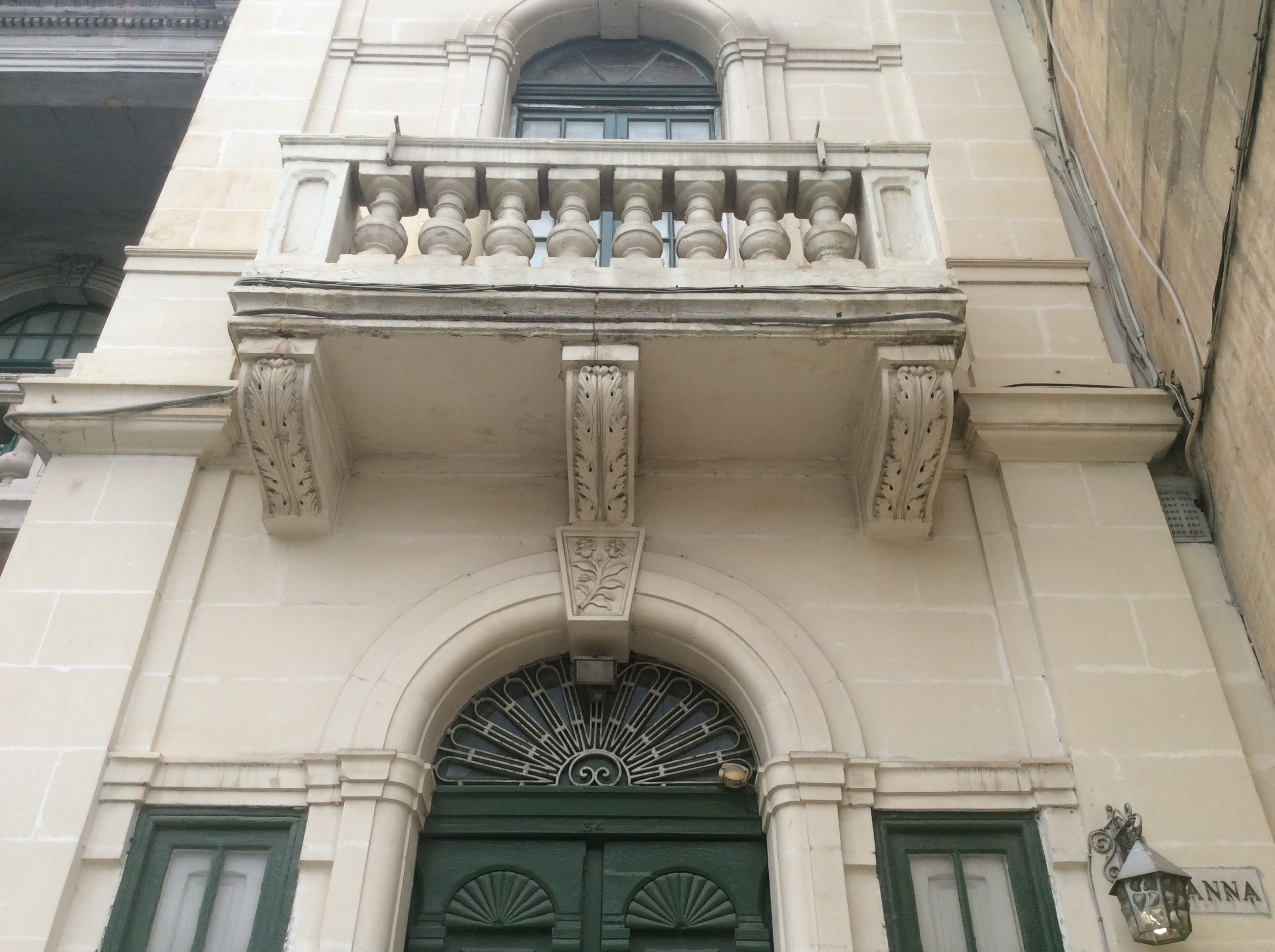
Dom St Anne jest prywatną rezydencją rodzinną (prawa strona willi)

Ówczesny premier Malty, Lawrence Gonzi, dał polityczne poparcie utrzymaniu ośrodka w celu podtrzymania jego funkcjonowania i pomocy ludziom w potrzebie. Po serii prac wykonanych w ośrodku, Gonzi powtórnie, w dniu 22 listopada 2001 roku, zainaugurował publicznie działalność ośrodka. Wśród obecnych był Joseph "Joe" Gerada, w tym czasie dyrektor wykonawczy Agencija Appogg. W ciągu lat, mimo że ośrodek znany był jako "Dar Frate Francesco", oficjalnie kilkakrotnie zmieniał nazwę, m.in. na "Formula One" oraz "Dar il-Qawsalla" (co znaczy Tęczowy Dom). Uchodźcy otrzymali w budynku możliwość bezpłatnej podstawowej edukacji, ze szczególnym uwzględnieniem języka angielskiego. Ponieważ ilość młodych uchodźców bez rodziców, proszących o schronienie, spadła drastycznie, od stycznia 2006 roku ośrodek zaczął przyjmować dorosłych uchodźców tj. rodziny oraz samotne matki z dziećmi. W roku 2009 przeprowadzono niewielkie remonty, przy których ochotniczo pomagali marynarze z USS Barry (DDG-52).
Ośrodek miał status zarejestrowanej NGO i był okazyjnie otwarty dla ogółu. W skład willi Lauri wchodzi ośrodek (Dar Frate Francesco), kaplica-dom modlitwy (Beatu Falzon Chapel) oraz prywatna rezydencja (dom "St Anne"). Budynek, jako całość, od początku znany był jako the villa lub Villa Lauri. Ośrodek został zamknięty w roku 2010, wkrótce po śmierci o. Abeli. W pewnym momencie ośrodek służył jako tymczasowe schronisko dla byłych więźniów i narkomanów. Czasami odbywały się tam spotkania ludzi niedowidzących. Kaplica pozostała otwarta dla posługi religijnej. Odbywają się tam msze codziennie o godz. 17:30, od roku 2016 posługę sprawuje o. John Azzopardi (OFM).

## Architektura budynku

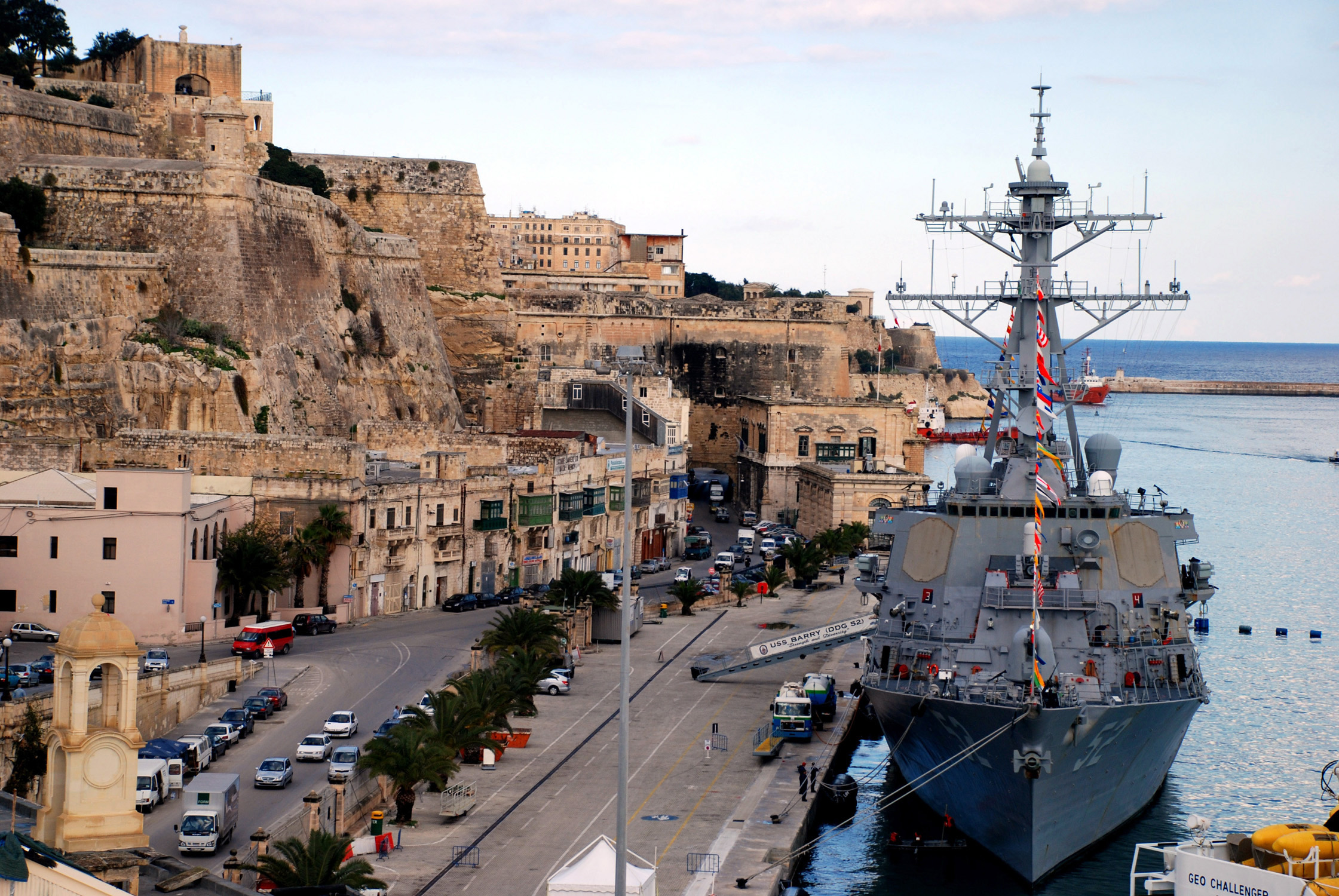
USS Barry (DDG-52) zacumowany na Malcie (2009). Marynarze wykonali ochotniczo pewne prace w willi.

Willa zbudowana w stylu neoklasycystycznym, oryginalnie była budynkiem wolnostojącym. Głównymi jego cechami są kolumny neoklasycystyczne i przestronne tarasy frontowe. Willa jest dziś podzielona: kaplica (z lewej) i główna część Dar Frate Francesco (w środku), które razem nazywane są po prostu "Frate Francesco", należy do Kościoła, prawa zaś część ("St Anna") jest prywatną rezydencją.